# Molomea personata
Molomea personata är en insektsart som först beskrevs av Victor Antoine Signoret 1854.  Molomea personata ingår i släktet Molomea och familjen dvärgstritar. Inga underarter finns listade i Catalogue of Life.